# Hildur Lindberg
Hildur Amalia Lindberg, född 19 april 1904 i Hedemora, död 4 december 1976 i Hägersten, var en svensk skådespelare.

## Biografi
Lindberg var dotter till verkmästare Karl Henrik Lindberg vid Hedemora Verkstäder och hans hustru Anna, född Andersson. Från 1942 till 1974 medverkade hon i ett 15-tal svenska långfilmer. Hon är begravd på Danderyds kyrkogård.

## Filmografi (urval)
- 1944 – En dag skall gry
- 1945 – Kungliga patrasket
- 1945 – Idel ädel adel
- 1948 – Kärlek, solsken och sång
- 1949 – Sjösalavår
- 1955 – Våld
- 1969 – Mej och dej
- 1971 – Emil i Lönneberga
- 1974 – Thriller – en grym film

## Teater

### Roller
| År   | Roll   | Produktion                                         | Regi             | Teater       |
| ---- | ------ | -------------------------------------------------- | ---------------- | ------------ |
| 1940 |        | Konstnärsblod Emil Wiklander                       | Sten Larsson     | Nya Teatern  |
| 1957 |        | Arvtagerskan (The Heiress) Ruth och Augustus Goetz | Bengt Lagerkvist | Bygdeteatern |
| 1966 | Modern | Tvångseld Willey Östlund                           | Harald Westman   | Alléteatern  |